# かっすん
かっすん（本名：五百旗頭 香澄（いおきべ かすみ）、1986年4月4日 - ）は、日本の元お笑いタレント、元レースクイーン、元ローカルタレント。女性。お笑いコンビ『チェリー☆パイ』の元メンバーで、元相方はみほ（現・大湯みほ）。大阪府出身。ホリプロに所属していた。

## 略歴
地元・大阪では「星ら香澄」としてレースクイーンやローカルタレント、お笑いも出来るユニットのメンバーとして活動していた。2006年に、QBIC-Timeのメンバーとして加入（他のメンバーは、広河七、丸目梨代、宮下ひまり、暁月ひかり、滝口ミラ）。
大阪を拠点としていた頃にも、お笑いコンビを組んでの活動を行っていたが、これについては3回コンビの解散を経験している。この頃から、当時の相方と一緒にビキニ姿での路上漫才の活動を行い、当時から「ビキニ姿での漫才で売れるのが夢だった」と話している。しかし、「全て中途半端になりそうだ」と自ら思い、芸人になることを決めて2007年3月1日に上京。2007年4月に、相方のみほと『チェリー☆パイ』を結成。
2009年12月23日に、チェリー☆パイ公式ブログにて、「家庭の事情、そして一身上の都合」により、2009年いっぱいで芸能界を引退することを表明し、チェリー☆パイを解散。2010年5月7日に結婚を、同年6月10日に妊娠を、同年11月19日に女児の出産を、それぞれブログで発表した。しかし娘が9か月の時に離婚、その後はシングルマザーとして娘を育てる。『FLASH』（光文社）2018年8月21日・8月28日合併号（p.105）にてマスコミに解散・引退後としては初めて姿を見せ、この時に「家庭の事情で解散したとは言ったが、最初から2年間と決めて勝負して引退すると決めていた。もういらないと言われる前に自分から辞めたいと思っていたので、全力で毎日を生き抜いていた」と言うことと、今年再婚することを明かしている。

## 人物
- 身長163cm、体重43kg、スリーサイズはB81cm(Bカップ)、W58cm、H84cm。
- 趣味は牛丼屋のタレを必要以上に持ち帰ること。特技はダンス[7]。
- ステージ上では、頭に花の飾りを付けていた[4]。
- ビキニの中にパッドを3枚入れ、巨乳に見せる技術を極めていたという[4]。
- グラビアアイドルのもりちえみと仲が良く、プライベートでもよく遊んでいた[8]。
- 一時ウエストが70cmだったことがあったが、エクサボディのヒップホップエクササイズDVDでダイエットに挑戦するという企画に、なちゅ（元SDN48）や相方のみほと一緒に2009年5月21日から実践し、その結果ウエストを56cmまで減らすことに成功した[9]。
- 今までで恥ずかしかった仕事は、水着で刷毛付きの水車にまたがったこと。

### 本名
- 本名は「五百旗頭（いおきべ）香澄」となっているが、元々は、「花原（はなはら）かすみ」としていた[10]。引退・結婚後の本名は不明。

## 単独での出演

### テレビ
- ぷぷっぴ10（読売テレビ）アイドル時代に出演
- ダブルシックスハンター（テレビ愛知）
- 大人のソナタ（2009年5月10日、テレビ朝日）